# Historisk europeisk kampkonst

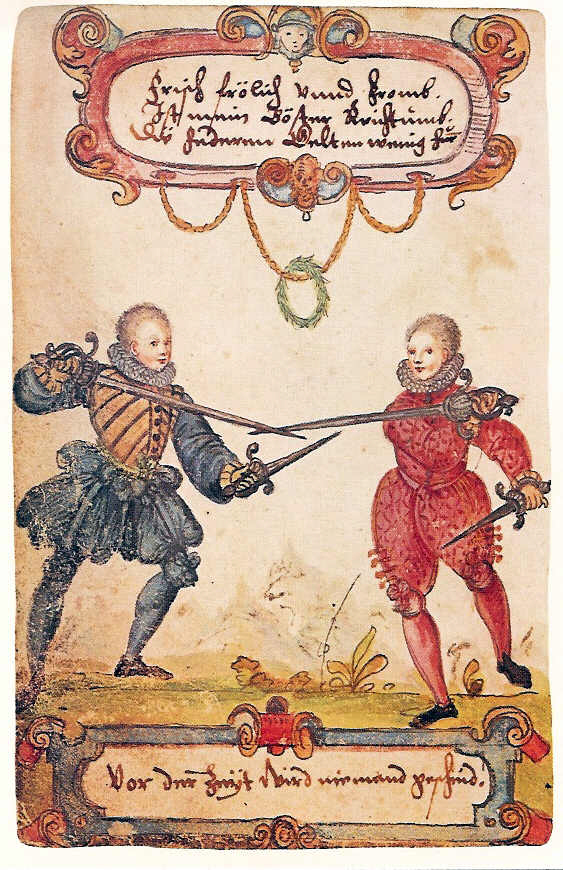
Cirka år 1590

Historisk europeisk kampkonst (i dagligt tal "HEMA" från engelskans Historical European Martial Arts) är ett samlingsnamn för de äldre traditioner av ofta utdöda eller nästintill utdöda kampformer som finns nedtecknade och dokumenterade från historisk tid. Under slutet av 1800-talet och början av 1900-talet väcktes ett förnyat intresse för dessa kampformer, för att sedan återigen i stort falla i glömska. Sedan början av 2000-talet har dock ännu en gång intresse uppstått att studera och utöva historisk kampkonst.
Några av de vanligaste intresseområdena idag rör sig kring medeltida kampkonst, så som den utövades i exempelvis Tyskland och Italien, men begreppet historisk europeisk kampkonst inbegriper en mycket större samling med kampformer. Uttrycket kommer från engelskans Historical European Martial Arts (HEMA, en förkortning som också används på svenska) och omsluter ofta även kampformer som fortfarande lever kvar, men i förminskad skala, exempelvis bare knuckle boxing, canne de combat eller liknande.
Många av de äldre manuskripten innehåller detaljerade beskrivningar av både enskilda tekniker och hela system. 
Den tyska medeltida fäkttraditionen, Kunst des Fechten eller Liechtenauertraditionen, och den italienska medeltida traditionen, av vilka framförallt Fiore dei Liberi och Filipo Vadi kan nämnas.

## Tidiga källor
Det första kända fäktmanuskriptet kallas I:33 eller Tower Fechtbuch och är daterat till 1280-1320 och beskriver strid med svärd och bucklare. I:33 är från södra Tyskland och är viktig för förståelsen av den tidiga europeiska fäktkonsten. Liknande fäktning tycks ha utövats runt om i Europa och att det under perioden fanns en sammanhållen kampkonsttradition, eftersom man i studiet av illuminationer och bilder i andra typer av manuskript kunnat se fäktare i positioner som i många fall är helt identiska med de garder som presenteras i I:33.
I den än tidigare historien är det svårare att säga någonting bestämt. Vi vet att de romerska gladiatorerna tränade fäktning och man kan sluta sig till att så också varit fallet i princip hela Europa och att det möjligtvis inte heller begränsat sig till gladiatorer och militärer, men vi vet mycket lite om exakt hur man stred. Försök har gjorts att rekonstruera tekniker från 300-talet, genom att studera avbildningar av stridande och jämföra dem med varandra. Ett mindre antal tekniker och vissa slutsatser har kunnat dras från sådana studier, men deras legitimitet får anses vara relativt osäker. Vad som däremot framgår är att skölden tycks ha använts offensivt mellan stridande och att den rent konkret kan ha utgjort ett primärt vapen under den här perioden i Roms historia.

## Medeltiden
Efter I:33 uppstår ett glapp fram till 1389, då nästa manuskript framträder, det så kallade MS 3227a (eller Hanko Döbringers manuskript). I början av 1400-talet skrivs fler manuskript, både i Tyskland och Italien, men det är inte förrän mitten av 1400-talet som det sker ett verkligt uppsving i antalet manuskript, framförallt i Tyskland. Trots att det under den här perioden inte existerar särskilt många källor utanför det tyska språkområdet, så vet vi ändå att fäktkonsten var spridd. Varför andra länders fäktare inte skrev ner sina kunskaper i samma utsträckning, eller varför dessa i så fall inte återfunnits, är däremot oklart. I England känner vi till ett stort antal olika lagar mot fäktskolornas verksamhet och att de var förknippade med problem för städer som London, på grund av gäng med fäktare som ställde till med bråk. I Belgien vet vi att det existerat fäktskolor under hela 1400-talet och det samma gäller säkerligen för ett stort antal länder i hela Europa.

## Senare tider
I och med tryckpressarnas uppfinnande och att fäktkonsten under 1400-talet kommit att bli en bredare angelägenhet och något av en modefluga, så skrevs det allt fler fäktböcker som fick allt större spridning. Olika fäktmästare var inte sällan polemiskt inställda till andra länders mästare och traditioner och böcker tycks i viss utsträckning ha varit ett sätt att debattera fäktningen. Under 1500-talet och sedermera även under 1600-talet finns ett stort antal böcker bevarade som beskriver allt från boxning, till brottning, till strid till häst och så vidare. Olika typer av filosofier börjar också växa sig starkare inom olika delar av fäktningen, kanske på grund av det minskade behovet av att faktiskt använda teknikerna i annat än duellsammanhang. Man kan se hur exempelvis matematik och naturvetenskap och liknande haft stort inflytande i viljan att förstå fäktningen.